# Uran(IV)-bromid
Uran(IV)-bromid ist eine chemische Verbindung aus den Elementen Uran und Brom. Es besitzt die Formel UBr4 und gehört zur Stoffklasse der Bromide.

## Darstellung
Uran(IV)-bromid kann durch Reaktion von Uran mit Brom bei 600 °C bis 700 °C gewonnen werden.
{\displaystyle {\ce {U + 2 Br2 -> UBr4}}}
Alternativ kann die Verbindung durch eine zweistufige Reaktion aus Uran(III)-hydrid gewonnen werden. Dazu wird dieses mit Bromwasserstoff zu Uran(III)-bromid und dieses mit Brom bei 300 °C zu Uran(IV)-bromid umgesetzt.
{\displaystyle {\ce {UH3 + 3 HBr -> UBr3 + 3 H2}}}
{\displaystyle {\ce {2 UBr3 + Br2 -> 2 UBr4}}}
Ebenfalls möglich ist die Darstellung durch Reaktion von Uran(IV)-oxid oder Uran(V,VI)-oxid mit Kohle und Brom.
{\displaystyle {\ce {U3O8 + 4 C + 6 Br2 -> 3 UBr4 + 4 CO2}}}
Mittels chemischer Transportreaktion bei 350 °C kann außerdem UBr4 aus UO2 und AlBr3 dargestellt werden.
{\displaystyle {\ce {UO2 + 2 AlBr3 -> UBr4 + 2 AlOBr}}}
Daneben sind noch einige weitere Darstellungsmethoden bekannt.

## Eigenschaften
Uran(IV)-bromid ist ein tiefbrauner, sehr hygroskopischer, kristalliner Feststoff. Er besitzt eine monokline Kristallstruktur mit der Raumgruppe C2/m (Raumgruppen-Nr. 12) und den Gitterparametern a = 1092 pm, b = 869 pm, c = 705 pm und β = 93° 15′.

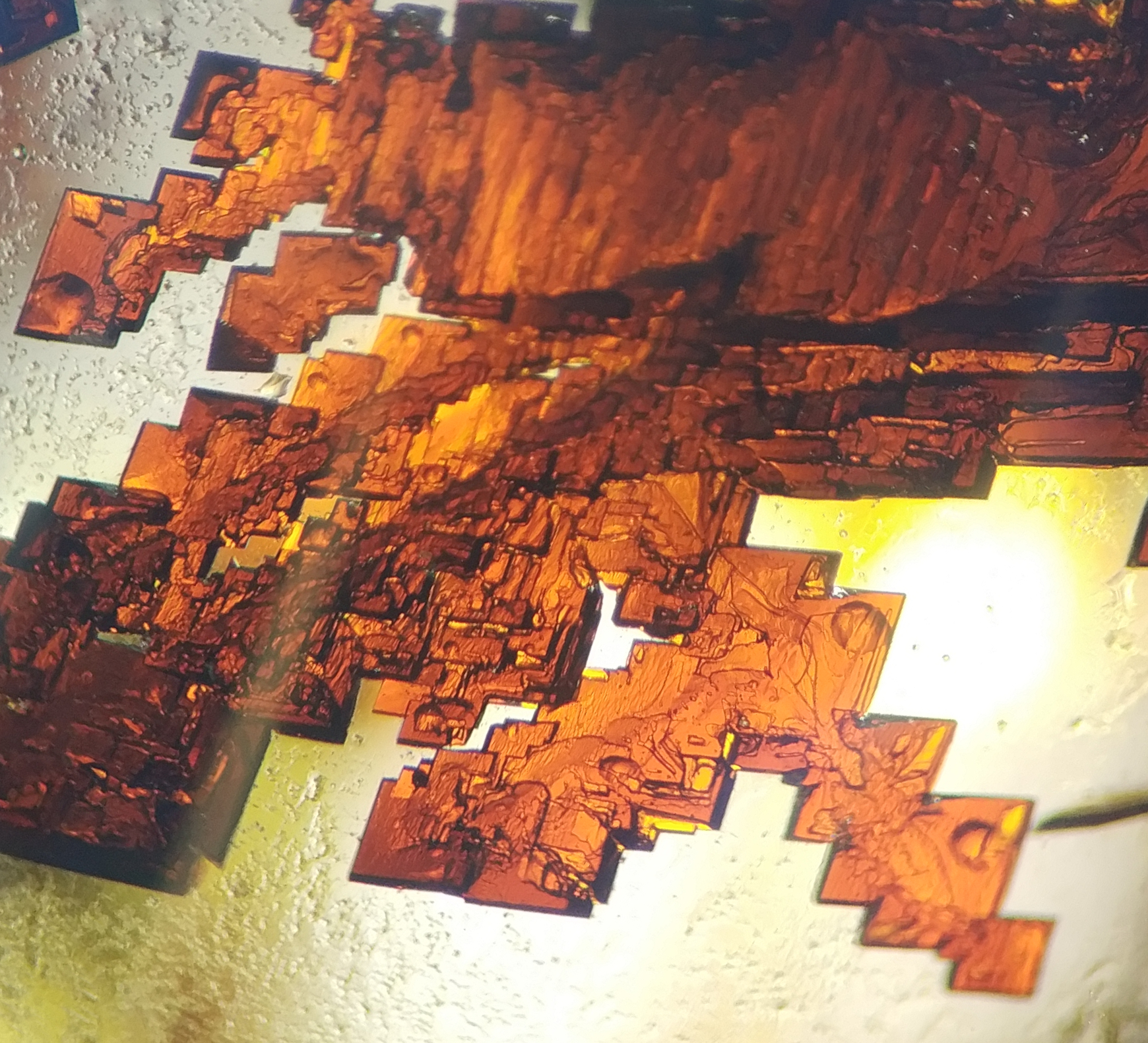
Einkristalle von Urantetrabromid